# Природно-заповідний фонд Диканського району
Природно-заповідний фонд колишнього Диканського району становив 5 об'єктів ПЗФ (3 пам'ятки природи, 1 заповідне урочище та 1 регіональний ландшафтний парк). З них 1 — загальнодержавного значення («Парасоцький ліс»). Загальна площа ПЗФ — 12176 га.

## Об'єкти
| Назва об'єкта                   | Тип, категорія, значення                               | Рік створення | Площа (га) | Місцезнаходження | Зображення |
| ------------------------------- | ------------------------------------------------------ | ------------- | ---------- | --- | ---------- |
| «Диканський»                    | Регіональний ландшафтний парк                          | 1994          | 11945      | між смт Диканька та селами Кратова Говтва, Олефірщина, Кардашівка, Писарівщина, Михайлівка, Чернечий Яр, р. Ворскла; Диканське л-во, кв. 8, 11-16, 19, 20, 38-62, 65-68, 71- 74, 76-116, 118, 123, 126—143, 161, 169; Борівське л-во, кв. 130—132 |            |
| «Лісосмуга О. О. Ізмаїльського» | Пам'ятка природи ботанічна місцевого значення          | 1979          | 5          | південна околиця с. Дячкове |            |
| «Парасоцький ліс»               | Пам'ятка природи ботанічна загальнодержавного значення | 1963; 1983    | 145        | Диканське лісництво, кв. 63, 64, 69, 70, 75 |            |
| «Пустовітка»                    | Пам'ятка природи ботанічна місцевого значення          | 1994          | 6          | поблизу автошляху Диканька-Шишаки за с. Василівка |            |
| «Яворівщина»                    | Заповідне урочище місцевого значення                   | 1982          | 75         | північно-західна околиця с. Міжгір'я |            |